# Jan Busław
Jan Busław (ur. 16 grudnia 1799 w Głowinie (Kaszuby), zm. 4 lutego 1875 w Niesłabinie) – polski duchowny katolicki, kanonik poznański.
Uczęszczał do gimnazjum reformatów w Wejherowie i gimnazjum w Braniewie, następnie odbył studia filozoficzne i teologiczne (uzyskał doktorat teologii) we Wrocławiu, gdzie przyjął w 1826 święcenia kapłańskie. Pracował jako wikariusz i proboszcz w okolicach Gdańska i Malborka. Od 1833 był radcą regencyjnym i konsystorskim w Poznaniu, otrzymał także godność kanonika metropolitalnego poznańskiego. W latach 1841–1870 był prowizorem seminarium duchownego w Poznaniu.
Pełnił mandat deputowanego do Pruskiego Zgromadzenia Narodowego, występując na rzecz reorganizacji narodowej Wielkiego Księstwa Poznańskiego. Prowadził także działania na rzecz przekształcenia seminarium w Poznaniu w wydział teologiczny. W testamencie ufundował stypendium dla studentów w wysokości 50 tysięcy talarów.